# Гилман, Джозеф Чарлз
Джо́зеф Чарлз Ги́лман (англ. Joseph Charles Gilman; 23 марта 1890 — 24 декабря 1966) — американский миколог, профессор ботаники Колледжа (затем — Университета) штата Айова в 1934—1960 годах.

## Биография
Родился 23 марта 1890 года в городе Хейстингс, большую часть детства провёл в Висконсине. Учился в Висконсинском университете, работал ассистентом профессора Льюиса Рэлфа Джонса, в то же время занимаясь подготовкой дипломной работы магистра, которую защитил в 1914 году. Подготовкой диссертации доктора философии занимался в Университете Вашингтона в Сент-Луисе.
Профессор Рипонского колледжа в 1915—1918 годах. С 1918 года — в Колледже штата Айова: до 1921 года — ассистент-фитопатолог, до 1924 года — ассистент-профессор, до 1934 года — адъюнкт-профессор, затем — профессор ботаники. В 1962—1963 годах читал лекции по микологии и фитопатологии в Университете Южного Иллинойса.
С 1919 года Гилман был женат на Луизе Томас.
В 1946 году некоторое время возглавлял кафедру ботаники и фитопатологии Колледжа штата Айова. В 1945 году — президент Айовской академии наук, в 1951 году — президент Микологического общества Америки.
Автор «Определителя почвенных грибов» (1945, переиздан в 1957).
Скончался в Эймсе (Айова) 24 декабря 1966 года.

## Некоторые научные работы
- Gilman J. C., Abbott E. V. A summary of the soil fungi // Iowa State College Journal of Science. — 1927. — Vol. 1 (3). — P. 225—343.
- Gilman J. C. A Manual of Soil Fungi. — Ames, Iowa: Collegiate Press, 1945. — 392 p.

## Грибы, названные именем Дж. Ч. Гилмана
- Gilmania Bat. & Cif., 1962, nom. illeg.
- Gilmaniella G.L.Barron, 1964